# 贯高
貫高（？—前198年），漢朝政治人物，曾為趙王張耳的門客；後為張耳之子張敖的國相。因張敖受辱於漢高祖劉邦，年約六十餘歲的貫高與眾臣大怒，在張敖不同意的情況下命人刺殺劉邦。事情被劉邦發覺，貫高忍受嚴刑拷打，終於平反了張敖，但是貫高依舊自殺謝罪。

## 簡介
前200年，劉邦從平城經過趙國。張敖行女婿之禮，表現極為謙卑，劉邦卻傲慢辱罵。趙國國相貫高、趙午等張耳的老門客對此事不滿，並且說：「我們的國王是懦弱的國王啊！」就規勸趙王，「當初天下豪傑並起，有才能的先立為王。如今您侍奉陛下那麼恭敬，而陛下對您卻粗暴無禮，請讓我們替您殺掉他！」張敖咬破手指，流血發誓：「你們怎麼說出這樣的錯話！況且先父亡了國，是依賴陛下才能夠復國，恩德澤及子孫，所有一絲一毫都是陛下出的力啊，希望你們不要再開口。」貫高、趙午等十餘人在一起商量：「都是我們的不對。我們的國王有仁厚長者的風範，不肯背負恩德。況且我們的原則是不受侮辱，如今怨恨皇帝侮辱我們的國王，所以要殺掉他，我們何必玷污了我們的國王呢？假使事情成功了，成果歸國王所有，失敗了，我們自己承擔罪責！」本來打算在柏人縣（今河北省邢台市隆堯縣）派人行刺劉邦，劉邦卻忌諱，覺得「柏人」的諧音不吉利，相當於「迫人」，就離開了，使得行動失敗。
前198年，貫高的仇人向劉邦告密。劉邦大怒，把趙王、貫高等人同時逮捕，一大群趙國大臣要自殺，貫高說，「如果我們死了，誰能為趙王洗清罪名呢？」於是和趙王一起被押送到長安。劉邦知道後很生氣，說陪伴趙王的人都要滅族。貫高和賓客孟舒等十多人，在自己脖子上鎖上鐵鍊，裝成家奴，隨趙王進京。貫高頂著嚴厲無比的刑求逼供，聲稱只有自己參與此事。呂后幾次因為魯元公主替張敖求情，劉邦還是認為張敖就是反賊。
劉邦得知貫高的情況後，認為這是一名壯士，想用私情誘使他承認張敖謀反。貫高的同鄉中大夫泄公認為他不可能背信棄義。劉邦讓泄公手持符節到輿床前問他。貫高說：「是泄公麼？」泄公像甚麼事也沒發生一樣，只問張敖是否參予刺殺計畫。貫高說：「人都有感情，有誰不愛他的父母、妻小呢？如今我都因為這件事已被判處滅族，難道會用我全族親人的性命去換趙王麼？是因為趙王確實沒造反，只有我們這些人参與了。」貫高說出所有實情，泄公便把情況報告給劉邦，最後張敖被赦免。
劉邦欣賞貫高講信義的遊俠作風，將他與趙王一併赦免，泄公告訴貫高，皇帝不但赦免貫高，還很欣賞貫高的道義。貫高說：「我寧可受苦也不死，是為了救趙王。我的責任已盡，死不遺憾。為臣弒君，有何顏面侍奉皇帝！即使皇帝不殺我，我內心就不慚愧麼？」最後貫高自刎而死。

## 参見
- 张敖